# Magnus Gabriel von Tiesenhausen
Magnus Gabriel von Tiesenhausen, född omkring 1660, död 1704, var en svensk (balttysk) friherre och militär.
Magnus Gabriel von Tiesenhausen blev kapten vid garnisonsregementet i Stade 1687 samt överste och chef för ett svenskt regemente i Nederländerna 1688. Han var överste och chef för Åbo, Björneborgs och Nylands läns tremänningsinfanteriregemente 1700–1704.